# Nayzal Ali
Nayzar Ali (6 marzo 1985) è un calciatore figiano, di ruolo difensore.

## Carriera

### Nazionale
Ha debuttato in Nazionale il 21 novembre 2007, in Nuova Caledonia-Figi (4-0). Ha partecipato, con la Nazionale, alla Coppa delle nazioni oceaniane 2008. Ha collezionato in totale, con la maglia della Nazionale, una presenza.

## Statistiche

### Cronologia presenze e reti in Nazionale
| Cronologia completa delle presenze e delle reti in nazionale ― Figi | Cronologia completa delle presenze e delle reti in nazionale ― Figi | Cronologia completa delle presenze e delle reti in nazionale ― Figi | Cronologia completa delle presenze e delle reti in nazionale ― Figi | Cronologia completa delle presenze e delle reti in nazionale ― Figi | Cronologia completa delle presenze e delle reti in nazionale ― Figi | Cronologia completa delle presenze e delle reti in nazionale ― Figi | Cronologia completa delle presenze e delle reti in nazionale ― Figi |
| Data                                                                | Città                                                               | In casa                                                             | Risultato                                                           | Ospiti                                                              | Competizione                                                        | Reti                                                                | Note                                                                |
| ------------------------------------------------------------------- | ------------------------------------------------------------------- | ------------------------------------------------------------------- | ------------------------------------------------------------------- | ------------------------------------------------------------------- | ------------------------------------------------------------------- | ------------------------------------------------------------------- | ------------------------------------------------------------------- |
| 21-11-2007                                                          | Numea                                                               | Nuova Caledonia                                                     | 4 – 0                                                               | Figi                                                                | Coppa d'Oceania 2008                                                | -                                                                   | 56’                                                                 |
| Totale                                                              |                                                                     | Presenze                                                            | 1                                                                   |                                                                     | Reti                                                                | 0                                                                   |                                                                     |